# آبدارچی (فیلم)
آبدارچی (انگلیسی: The Waterboy) فیلمی در ژانر کمدی به کارگردانی فرانک کوراکی است که در سال ۱۹۹۸ منتشر شد.

## داستان
«بابی باوچر» (سندلر)، پسری اهل لوییزیاناست که کارش رساندن آب به اعضای یک تیم فوتبال آمریکایی است. او خیلی زود به استعدادش در بازی پی می‌برد و ستارهٔ تیم رقیب می‌شود…

## بازیگران
- کتی بیتس
- فیروزه بالک
- هنری وینکلر
- جری رید
- لاورنس گیلیارد جونیور
- بلیک کلارک
- پیتر دانته
- جاناتان لاوران
- آدام سندلر
- راب اشنایدر
- بیگ شو
- کلینت هاوارد
- فرانک کوراکی